# Lechytia chthoniiformis
Lechytia chthoniiformis es una especie de arácnido del orden Pseudoscorpionida de la familia Lechytiidae.

## Distribución geográfica
Se encuentra en América del Sur.